# Gamalero
Gamalero (piemontesisch Gamaleri) ist eine italienische Gemeinde in der Provinz Alessandria (AL), Region Piemont.

## Lage und Einwohner
Die Gemeinde Gamalero liegt rund 13 km südwestlich von der Provinzhauptstadt Alessandria auf einer Höhe von 142 m über dem Meeresspiegel, nahe der Bormida. Das Gemeindegebiet umfasst eine Fläche von 12,2 km² und hat 794 (Stand 31. Dezember 2023) Einwohner. Zur Gemeinde zählt auch die Fraktion San Rocco.
Die Nachbargemeinden sind Carentino, Cassine, Castellazzo Bormida, Castelspina, Frascaro, Mombaruzzo und Sezzadio.

### Verkehrsanbindung
Gamalero hat etwas  außerhalb einen Bahnhof an der Bahnstrecke Alessandria-San Giuseppe di Cairo, die Verbindung an die Bahnstrecke Turin–Fossano–Savona hatte, Der Bahnhof hat aber keinen Personenverkehr mehr und ist am Verfallen. Die Verbindungen wurde durch Busse ersetzt.
7 Kilometer nördlich, in Richtung Alessandria hat sie Anschluss an die Autostrada A26.

## Geschichte

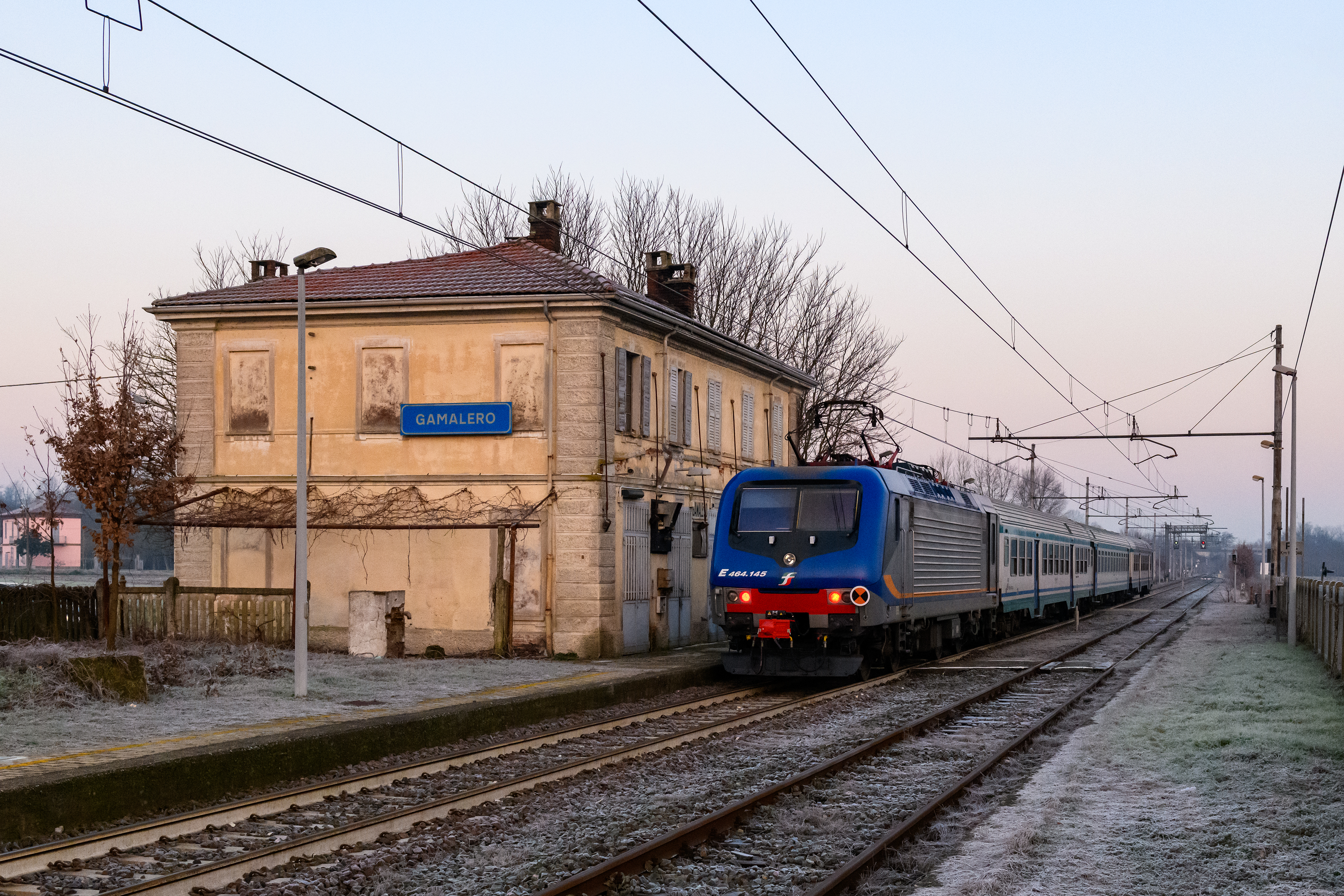
Der Bahnhof Gamalero 2019

Der seit 978 bezeugte Ortsname leitet sich von den Formen „Scamilara“ und „Camilara“ ab. Andere Formen sind „Gamelarius“, „Gamalerius“ und „Gamarerius“. Die Ursprünge der Siedlung reichen bis ins Mittelalter zurück, wie aus der Urkunde hervorgeht, in der sie zum ersten Mal erwähnt wird. Eine Urkunde, in der Otto II. dem Bischof von Acqui Terme die Pfarrei San Lorenzo bestätigt. Dieser Besitz wurde später in den Jahren 1002 und 1040 erneut bestätigt.
Am Ende des 12. Jahrhunderts wurde die kleine Gemeinde Gegenstand eines Streits zwischen Bonifatius del Monferrato und der Gemeinde Alessandria. Im Jahr 1240 übertrug Friedrich II. es den Markgrafen von Occimiano und im Jahr 1404 wurde es von Facino Cane aus Casale verwüstet. Später wurde es an die Ghilini-Familien von Alessandria und an die Simonetta-Familien belehnt.
1707 wurde Gamalero Teil des Savoyer Staates.

## Sehenswürdigkeiten
- Die Bastion der alten Burg, die von Facino Cane zerstört wurde.
- Die mittelalterliche Pfarrkirche San Lorenzo, die zwischen 1576 und 1593 renoviert wurde.
- Das Oratorium der Heiligen Dreifaltigkeit, ursprünglich San Sebastiano gewidmet.
- Die Kirche San Rocco, erbaut 1789 im gleichnamigen Dorf.

## Kulinarische Spezialitäten
Bei Gamalero werden Reben der Sorte Barbera für den Barbera d’Asti, einen Rotwein mit DOCG Status, sowie für den Barbera del Monferrato angebaut.